# Nguyễn Gia Trí
Nguyễn Gia Trí (1908 - 1993) là một họa sĩ, nhà đồ hoạ, biếm hoạ Việt Nam. Ông cùng với Tô Ngọc Vân, Nguyễn Tường Lân, Trần Văn Cẩn tạo thành bộ tứ họa sĩ nổi tiếng thời kỳ đầu của nền mỹ thuật Việt Nam của Việt Nam (nhất Trí, nhì Vân, tam Lân, tứ Cẩn).

## Tiểu sử
Ông quê ở xã Trường Yên, huyện Chương Mỹ, Hà Tây (từ năm 2008 thuộc về Hà Nội mở rộng). Năm 1936, ông tốt nghiệp trường Cao đẳng Mỹ thuật Đông Dương.
Từ năm 1954, ông di cư vào Nam.
Nguyễn Gia Trí từ trần lúc 22 giờ 30 phút ngày 20 tháng 6 năm 1993 tại Thành phố Hồ Chí Minh.
Tên của ông được đặt thay cho tên con đường D2 ở phường 25, quận Bình Thạnh. Tại thành phố Đồng Hới (Quảng Bình) cũng có một con đường mang tên ông ở Khu dân cư bắc Trần Hưng Đạo phường Đồng Phú, gần sông Cầu Rào. Tại Hà Nội cũng có một con đường mang tên ông từ đường Quang Trung đến đường Hồ Đức Việt.

## Sự nghiệp
Ông là người đi đầu trong việc chuyển những bức tranh sơn mài từ trang trí thành những tuyệt phẩm nghệ thuật và từ đó ông đã được mệnh danh là "người cha đẻ những bức tranh sơn mài tân thời của Việt Nam". Ông Nguyễn Gia Trí là một trong những họa sĩ nổi tiếng đi đầu trong việc tạo ra một khuynh hướng nghệ thuật mới cho Việt Nam, với những đường nét vẽ thanh lịch và những tư tưởng mới về nghệ thuật sơn mài. Ông phối hợp lối in khắc với những phương thức sơn mài mới, đồng thời áp dụng các nguyên tắc cấu trúc tranh vẽ phương Tây, để tạo những bức họa hiện đại mang đầy tính chất dân tộc. Những tác phẩm của ông có thể tìm thấy trong Bảo tàng Mỹ thuật Việt Nam và Bảo tàng Mỹ thuật Thành phố Hồ Chí Minh

Cảnh nông thôn, sơn mài, 80x56cm, 1939

Những bức tranh đầu tiên mang nhiều dấu ấn của chủ nghĩa hiện thực và ấn tượng châu Âu:
- Hoàng hôn trên sông,
- Phong cảnh Móng Cái.

Cuối thập niên 30, ông cùng Nguyễn Tường Tam, Nguyễn Văn Luyện, Khái Hưng, Hoàng Đạo thành lập Đại Việt Dân chính Đảng. Vì những hoạt động chính trị của mình ông bị chính quyền thực dân Pháp bắt đày lên Sơn La.
Vào thập niên 40 thế kỉ 20, khi chuyển sang sáng tác chuyên về chất liệu sơn mài, đã tạo ra được một phong cách riêng. Chủ đề quen thuộc là những thiếu nữ duyên dáng, nhàn tản trong khung cảnh thiên nhiên thơ mộng. Với chất son, sơn than, vàng, bạc, vỏ trứng, sơn cánh gián, Nguyễn Gia Trí đã tạo cho tranh sơn mài một vẻ đẹp lộng lẫy, một chiều sâu bí ẩn, đưa kĩ thuật sơn mài lên đỉnh cao, khẳng định tầm quan trọng của chất liệu hội họa này trong nền mĩ thuật Việt Nam:
- Cảnh nông thôn (1939),
- Thiếu nữ bên cây phù dung (1944).

Tranh ông được nhiều người Pháp sưu tập thời đó, kể cả nhiều tranh gần như chưa vẽ xong, hoặc những phác thảo có ký tên tác giả. Sau 1954 tới 1975, nhiều tranh quý của ông được nhiều người sưu tập, thường nằm trong những biệt thự sang trọng, bộ tranh sưu tập của bác sĩ Bùi Kiến Tín (chú họ nhà thơ Bùi Giáng) treo trong hãng dầu cù là Macphsu trên đường Trương Minh Giảng là một trong những bộ tranh quý.
Những năm 1960 - 1970, nghệ thuật của ông có xu hướng thiên sang trừu tượng. Tuy vậy, cuối đời ông lại trở về với thế giới lãng mạn đầy mộng mơ của những năm 40.
Bức tranh Thiếu nữ trong vườn được trình bày như vườn hoa muôn sắc màu, trong đó các cô gái đang vui đùa, chạy nhảy, giá trị hiện thực toát lên từ hình khối, động tác. Sắc vàng kim được dát trên nền trời, trên những tấm áo điểm xuyết vỏ trứng, những vệt vàng lộng lẫy trên từng đường lượn như tôn vẻ đẹp thanh tân thiếu nữ. Ở những tranh sơn mài có kích thước lớn, Nguyễn Gia Trí luôn mở rộng tầm nhìn thẩm mỹ, đặt cái cổ kính bên cạnh cái tân kỳ, cái lộng lẫy sang trọng cạnh sự giản dị mộc mạc, ý tưởng hy vọng đặt bên cạnh sự hoài niệm... Đó cũng là cách xử lý khi thể hiện mặt bên kia của tấm bình phong mang tên Phong cảnh có cách vẽ khoẻ khoắn, những mảng vỏ trứng, hình cây điển hình được viền bằng những mảng màu to rộng, nét chắc khoẻ gợi về sự gần gũi chân quê của vùng nông thôn Bắc Bộ Việt Nam.

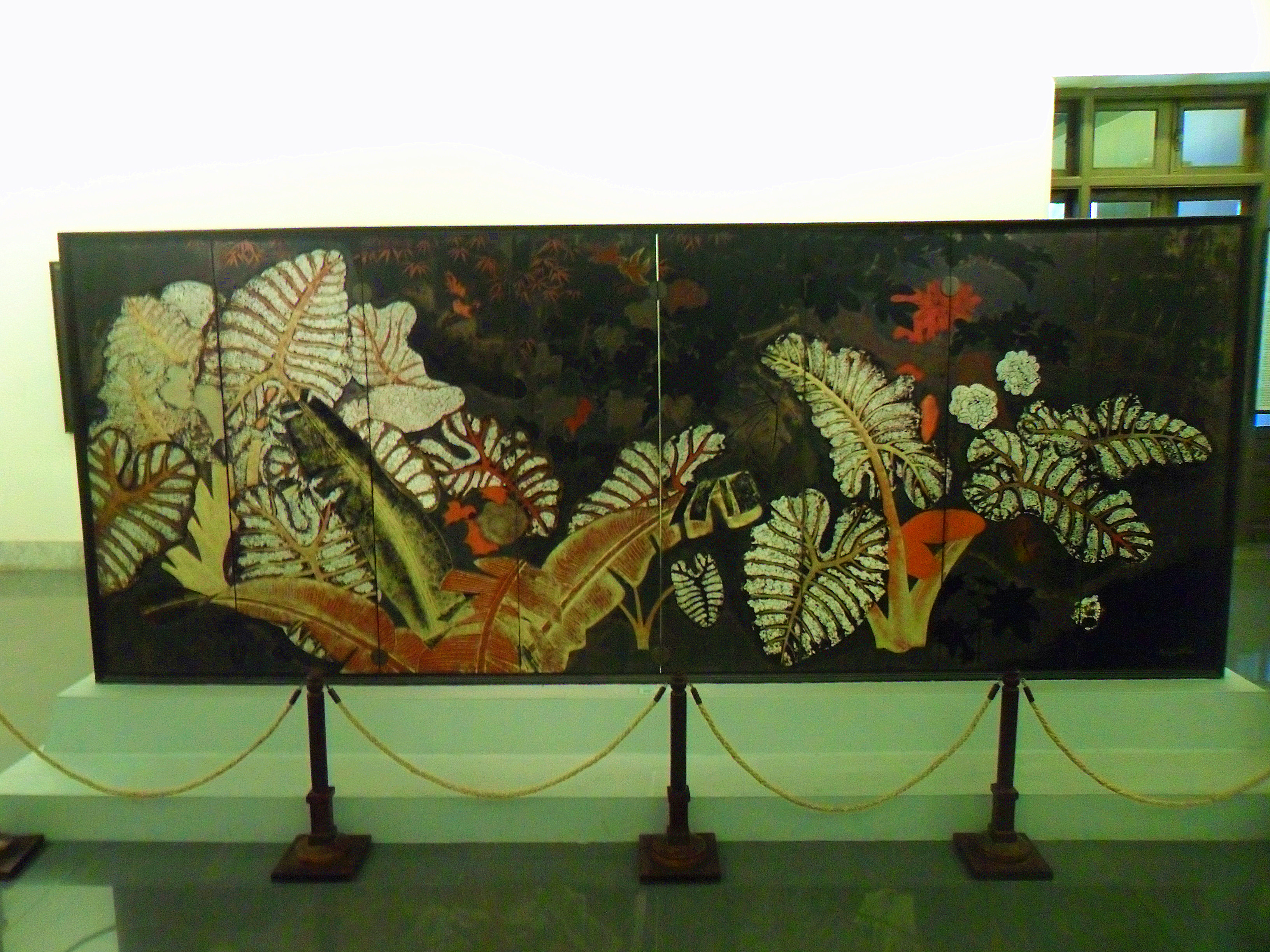
Tấm bình phong Phong cảnh rất nổi tiếng của Nguyễn Gia Trí thường gọi là Dọc mùng, sơn mài, 160x400cm, 1939

Nguyễn Gia Trí còn là một nhà biếm hoạ sắc sảo, bút danh Raitơ (Right) với những tranh châm biếm chính quyền thực dân Pháp và đám quan lại phong kiến tay sai trên báo Phong hoá, báo Ngày nay. Ông là nhà đồ hoạ nổi tiếng với những tranh khắc gỗ màu mang đậm màu sắc dân gian:
- Ai mua rươi ra mua,
- Kẻ khó không lo ba ngày Tết

và những minh hoạ sách báo phóng khoáng đầy chất hiện thực.
Họa sĩ Nguyễn Gia Trí thường làm tranh không hết hợp đồng, hầu hết khách đặt tranh là những tỷ phú Nam Phi, Nam Mỹ. Họ đến xin ông vẽ những tranh khổ lớn và không yêu cầu về hình thức nghệ thuật, tùy ông muốn. Dù từng có thời kỳ khách hàng chủ yếu là các tỉ phú người nước ngoài, các quan chức, tướng tá trong phủ tổng thống, những người giàu có và họ thường phải đặt tiền trước, tự giác chờ đợi theo thứ tự để nhận tác phẩm, nhưng Nguyễn Gia Trí khẳng định ông quý trọng tự do hơn tiền bạc và sẵn sàng chọn một cuộc sống đạm bạc để được tự do sáng tạo nghệ thuật. Tranh ông bán đo bằng tấc. Ở Việt Nam các họa sĩ trong lịch sử Hội họa hiện đại có duy nhất danh họa Nguyễn Gia Trí bán tranh tính bằng độ dài và luôn phải từ chối đơn đặt hàng của khách.

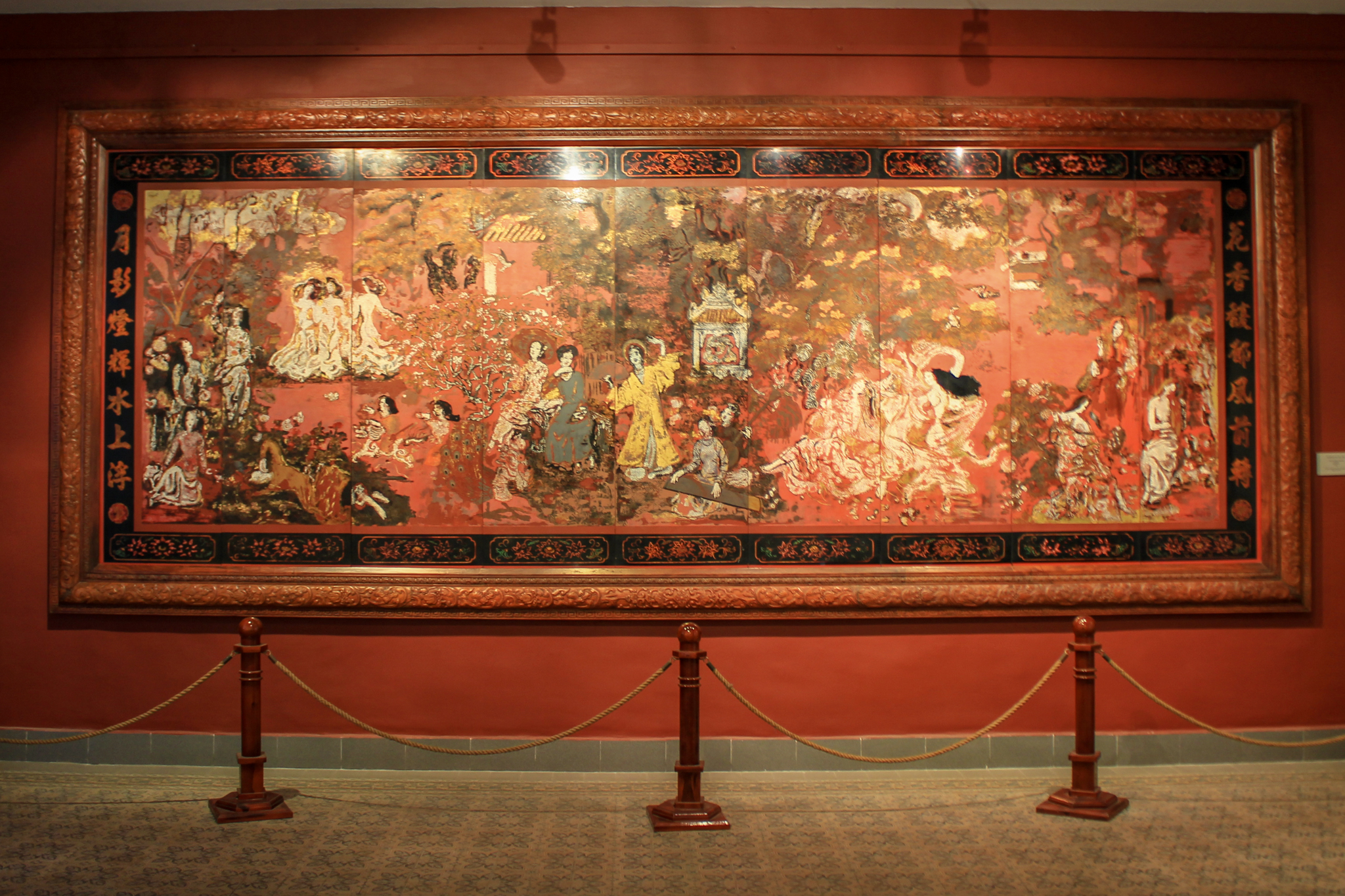
Tranh sơn mài "Vườn xuân Trung Nam Bắc" của ông trong Bảo tàng Mỹ thuật Thành phố Hồ Chí Minh

Họa sĩ lúc sinh thời đã có nguyện vọng giữ lại ba bức tranh: "để cho thế hệ mai sau nghiên cứu". Đó là 3 bức tranh sơn mài khổ lớn lưu tại Thư viện quốc gia TP Hồ Chí Minh mà Trần Lệ Xuân mua định tặng Nhật Hoàng, nhưng ông yêu cầu phải để lại trong nước. Những năm 70 của thế kỷ 20, tài chính của Nguyễn Gia Trí tới hàng nghìn cây vàng. Nhưng đến khi nhắm mắt, xuôi tay, ngoài vài tấm tranh, tài sản của ông chẳng có gì đáng kể, tất cả đã được họa sĩ dành cho nghệ thuật.
Các tác phẩm của họa sĩ Nguyễn Gia Trí đã được chỉ định là Quốc bảo. Vì thế, những tác phẩm của ông không được phép rời khỏi Việt Nam.

## Giải thưởng
Năm 2012, họa sĩ Nguyễn Gia Trí được nhà nước truy tặng giải thưởng Hồ Chí Minh cho các tác phẩm của ông.

## Câu nói
- Bí quyết của nghệ thuật là không cố ý làm gì cả. Để cái mờ, giữ cái bóng. Sơn dầu khác với sơn mài là không có cái bóng.
- "Làm và đọc nhiều thứ làm cho tán lực. Mắt nhìn và tai nghe, mỗi thứ có diệu dụng. Khổng Giáo chữa bệnh ngoài da. Phật giáo chữa bệnh trong cốt tủy. Chữ hiếu trong Đạo Phật khác Khổng. Tu cũng là hình thức báo hiếu cha mẹ, cả cha mẹ các đời trước."
- "Muốn có phòng tranh đi Paris, ấy là vọng. Sống với cái giả, hại gốc."
- "Tôi sáng tác bằng tâm linh"

## Đánh giá
Tô Ngọc Vân nhận định về tranh sơn mài của Nguyễn Gia Trí như sau: Đến cuộc thí nghiệm của Nguyễn Gia Trí, lối sơn ta không còn là một mỹ nghệ nữa. Ở óc, ở tâm hồn người làm ra nó đã được nâng lên mỹ thuật thượng đẳng. Nghệ thuật của Nguyễn Gia Trí là ý tưởng tình cảm của Nguyễn Gia Trí đúc lại, một nét, một vết, một màu đều ở tay nghệ sĩ mà ra. Đứng trước những tác phẩm ấy người ta cảm thấy tất cả cái băn khoăn yêu muốn khoái lạc - thứ nhất là khoái lạc của Nguyễn Gia Trí.